# Pápoc
Pápoc es un pueblo ubicado en el distrito de Celldömölk, en el condado de Vas, Hungría.

## Superficie
Posee una superficie de 31,32 kilómetros cuadrados.

## Demografía
Hasta 2019 la población era de 238 habitantes, con una densidad de población de 7,599 habitantes por kilómetro cuadrado.